# Monstrilla arctica
Monstrilla arctica is een eenoogkreeftjessoort uit de familie van de Monstrillidae. De wetenschappelijke naam van de soort is voor het eerst geldig gepubliceerd in 1974 door Davis & Green.